# 目標是神奇寶貝大師
《目標是神奇寶貝大師》（日语：めざせポケモンマスター）是日本配音員松本梨香的第4張單曲。於1997年6月28日由PIKACHU RECORDS發售。2023年3月17日釋出「THE FIRST TAKE」版本

## 概要
A面曲〈目標是神奇寶貝大師〉是動畫《神奇寶貝》的第一首片頭曲，在動畫第一集開頭播放。其片頭動畫在3D龍事件後經過修改，減少了動畫特效。其後在劇場動畫及太陽和月亮中，播出了歌曲的重新編曲版。後者更作為二十週年紀念版本推出市面。值得一提的是，此曲目在平成動畫歌曲大賞中，獲得作品賞（1989-1999年）。
B面曲〈151個夢想〉是動畫《神奇寶貝》的第一首片尾曲，亦為系列首支由松本梨香以外聲優主唱的歌曲。在動畫第一集結尾播放。

## 收錄歌曲
＊全作詞：戶田昭吾，作曲：田中宏和；#1, #2編曲：渡部達也，和聲編曲：藤澤秀樹
1. 目標是神奇寶貝大師（めざせポケモンマスター）[04:12]
主唱：松本梨香
東京電視台動畫《神奇寶貝》片頭曲
2. 151個夢想（ひゃくごじゅういち）[04:00]
主唱：大木博士（石塚運昇）＆Pokemon kids，演奏：THE JADOES
東京電視台動畫《神奇寶貝》片尾曲
3. 能說出神奇寶貝嗎?（ポケモン言えるかな?）[04:22]
主唱：Imakuni?，編曲：田中宏和，結他：傳田一正
東京電視台動畫《神奇寶貝》片尾曲
4. 晚安，我的比卡超（おやすみ ぼくのピカチュウ）[04:26]
主唱：松本梨香，編曲：岩崎元是，結他：笛吹利明，口琴：八木伸郎，和聲：廣谷順子
東京電視台動畫《神奇寶貝》印象曲
5. 目標是神奇寶貝大師（卡拉OK版）（めざせポケモンマスター（オリジナルカラオケ））[04:12]

## 翻唱
- 「めざせポケモンマスター」：由Whiteberry主唱，是東京電視台動畫《寵物小精靈》片頭曲。
- 「來吧小精靈」：由古巨基主唱，為無線電視翡翠台動畫《寵物小精靈》的粵語主題曲。改編自。
- 「目标是宝可梦大师」：由中国大陆蒙古族男高音歌唱家腾格尔演唱，于2024年10月25日发布，以纪念游戏《Let’s Go! 皮卡丘／Let‘s Go! 伊布》中国大陆腾讯代理版发售。

## 外部連結
- 目標是精靈寶可夢大師 - 20th Anniversary （页面存档备份，存于） - KKBOX

| 动画《神奇寶貝》片头曲 1997年4月1日 - 1999年1月21日 |                                 |                           |
| 前作:-                                              | 松本梨香 《目標是神奇寶貝大師》 | 次作: 松本梨香 《勁敵！》 |